# Wladimir Sergejewitsch Iwanow
Wladimir Sergejewitsch Iwanow (russisch Владимир Сергеевич Иванов, wiss. Transliteration Vladimir Sergeevič Ivanov; * 28. April 1949 in Ischewsk) ist ein ehemaliger sowjetischer Eisschnellläufer.

## Werdegang
Iwanow nahm von 1970 bis 1978 an internationalen Wettbewerben teil und wurde in den Jahren 1972 und 1973 sowjetischer Meister im Großen Vierkampf. Zudem kam er bei der Mehrkampfweltmeisterschaft 1972 in Oslo auf den 11. Platz, bei der Mehrkampfweltmeisterschaft 1973 in Deventer auf den fünften Rang und bei der Mehrkampfeuropameisterschaft 1973 in Grenoble auf den neunten Platz im Großen Vierkampf. Bei der Mehrkampfweltmeisterschaft im folgenden Jahr in Inzell errang er den siebten Platz im Großen Vierkampf. In der Saison 1974/75 lief er bei der Mehrkampfeuropameisterschaft 1975 in Heerenveen auf den fünften Platz und holte bei der Mehrkampfweltmeisterschaft 1975 in Oslo die Silbermedaille im Großen Vierkampf. In der folgenden Saison belegte er bei der Mehrkampfweltmeisterschaft 1976 in Heerenveen den 13. Platz und bei der Mehrkampfeuropameisterschaft 1976 in Oslo auf den siebten Rang im Großen Vierkampf. Beim Saisonhöhepunkt, den Olympischen Winterspielen 1976 in Innsbruck, kam er auf den 15. Platz über 10.000 m und auf den siebten Rang über 5000 m. Nach seiner Karriere war er als Trainer tätig.

## Erfolge

### Olympische Spiele
- 1976 Innsbruck: 7. Platz 5000 m, 15. Platz 10.000 m

### Mehrkampf-Weltmeisterschaften
- 1972 Oslo: 11. Platz Großer Vierkampf
- 1973 Deventer: 5. Platz Großer Vierkampf
- 1974 Inzell: 7. Platz Großer Vierkampf
- 1975 Oslo: 2. Platz Großer Vierkampf
- 1976 Heerenveen: 13. Platz Großer Vierkampf

### Mehrkampf-Europameisterschaften
- 1973 Grenoble: 9. Platz Großer Vierkampf
- 1975 Heerenveen: 5. Platz Großer Vierkampf
- 1976 Oslo: 7. Platz Großer Vierkampf

## Persönliche Bestzeiten
| Disziplin | Zeit         | Datum         | Ort    |
| --------- | ------------ | ------------- | ------ |
| 500 m     | 38,87 s      | 4. April 1978 | Almaty |
| 1000 m    | 1:19,51 min  | 12. März 1977 | Almaty |
| 1500 m    | 1:58,79 min  | 4. April 1978 | Almaty |
| 3000 m    | 4:10,00 min  | 23. März 1979 | Almaty |
| 5000 m    | 7:06,86 min  | 4. April 1978 | Almaty |
| 10.000 m  | 14:33,29 min | 28. März 1980 | Almaty |